# Annaliese Mayer-Meintschel
Annaliese Mayer-Meintschel, auch Anneliese Mayer-Meintschel, (* 26. Juni 1928 in Rumburg, Tschechoslowakei; † 23. April 2020 in Dresden) war eine deutsche Kunsthistorikerin mit dem Spezialgebiet der holländischen und flämischen Malerei des 15. bis 18. Jahrhunderts und Direktorin der Gemäldegalerie Alte Meister in Dresden.

## Leben und Wirken
Annaliese Mayer-Meintschel wurde im böhmischen Rumburk geboren und übersiedelte 1945 mit ihren Eltern nach Dresden. Nach dem Abitur in Mittweida begann sie 1947 ein Studium der Kunstgeschichte, Archäologie und mittelalterlichen Geschichte an der Universität Rostock. Sie wechselte später an die Universität Halle und schloss dort ihr Diplomstudium 1952 mit einer Arbeit zu Wandkarte und Globus als Bildmotiv im niederländischen Barock bei Heinz Ladendorf ab.
Auf Anraten ihrer akademischen Lehrer, nach Dresden zu gehen, kam sie 1952 zu den Staatlichen Kunstsammlungen Dresden und wurde im Schloss Pillnitz als wissenschaftliche Assistentin eingesetzt. Als 1955 die Sowjetunion einen großen Teil der aus Dresden stammenden Kunstwerke wieder an die DDR zurück überführte, war Mayer-Meintschel eine der Kunsthistoriker vor Ort, die die Bilder in Empfang nahmen und wissenschaftlich bearbeiteten. Der Einsatzort wurde dann in den Dresdner Zwinger verlagert. Unter der Leitung des Direktors Henner Menz erstellte Mayer-Meintschel zusammen mit ihren Kollegen neue Inventare und begann mit der Gestaltung einer Dauerausstellung. Als ausgewiesene Expertin für niederländische und flämische Kunst konzentrierte sich ihre Arbeit dabei auf die entsprechenden Werke dieser alten Meister.
Während dieser Tätigkeit fertigte sie auch ihre Dissertation zum Thema Niederländische Gemälde in der Dresdner Galerie. Erwerbungen und Zugänge 1945–1960. Forschungsstand und wissenschaftlicher Katalog an und wurde 1961 an der Karl-Marx-Universität Leipzig zum Dr. phil. promoviert unter der Betreuung von Johannes Jahn. Ab 1963 war sie Kustodin für niederländische Malerei und ab 1968/1970 bis zu ihrer Pensionierung im Jahr 1991 Direktorin der Gemäldegalerie Alte Meister Dresden.
Trotz des Eisernen Vorhangs und der angespannten Situation zwischen und Ost- und Westdeutschland bemühte sich Mayer-Meintschel stets um einen möglichst internationalen akademischen Austausch zu Themen der niederländischen und flämischen Malerei. Sie galt sowohl im Kreis der osteuropäischen Kunsthistoriker als auch im westlichen Ausland als anerkannte Expertin für Jan Vermeer, Rembrandt und Peter Paul Rubens.
Während ihrer Zeit als Direktorin entstanden viele Ausstellungen, die internationale Aufmerksamkeit erregten und weltweit (Mexiko, Japan, USA, Schweden, Russland, Indien) Kunstwerke aus Dresden bekannt machten. Besondere Aufmerksamkeit erhielt eine Ausstellung zur Europäischen Landschaftsmalerei (1972) und zur Stilllebenmalerei (1983).
Neben den Dauer- und Sonderausstellung zeichnete sie auch maßgeblich für die sogenannten „Galeriekonzerte“ verantwortlich, die ursprünglich auf eine Idee von Henner Menz zurückgingen und ab 1960 als institutionalisierte Veranstaltung regelmäßig im Gobelinsaal der Gemäldegalerie Alte Meister veranstaltet wurden. Dabei wurden ausgewählte Kunstwerke aus den Beständen der Dresdner Galerie zusammen mit einem zeitgenössischen Musikstück präsentiert und von einem kunsthistorischen Fachvortrag flankiert. Die Veranstaltung wurde im Rundfunk der DDR ausgestrahlt und trug somit über die Grenzen Dresdens zur Bekanntheit der Sammlung bei.
Im Jahr 1986 erhielt sie die Möglichkeit, am J.P. Getty Museum in Malibu ihre Studien zur niederländischen Malerei in Form eines Forschungsstipendiums zu intensivieren. Hier beschäftigte sie sich vor allem mit Fragen zu dem Dresdner Gemälde Bei der Kupplerin von Vermeer, aber auch mit Material zu Rembrandts Selbstbildnis mit Saskia im Gleichnis vom verlorenen Sohn (um 1635). Ihre Arbeit in den USA floss später in Aufsätze zu den beiden genannten Bildern ein. Kurz vor ihrer Emeritierung im Jahr 1991 erhielt sie die Möglichkeit, als Alisa Bruce Visiting Senior Fellow der National Gallery of Art nach Washington zu gehen und die dortigen Bestände der Nationalbibliothek und anderer Forschungseinrichtungen für ihre Studien zu nutzen.

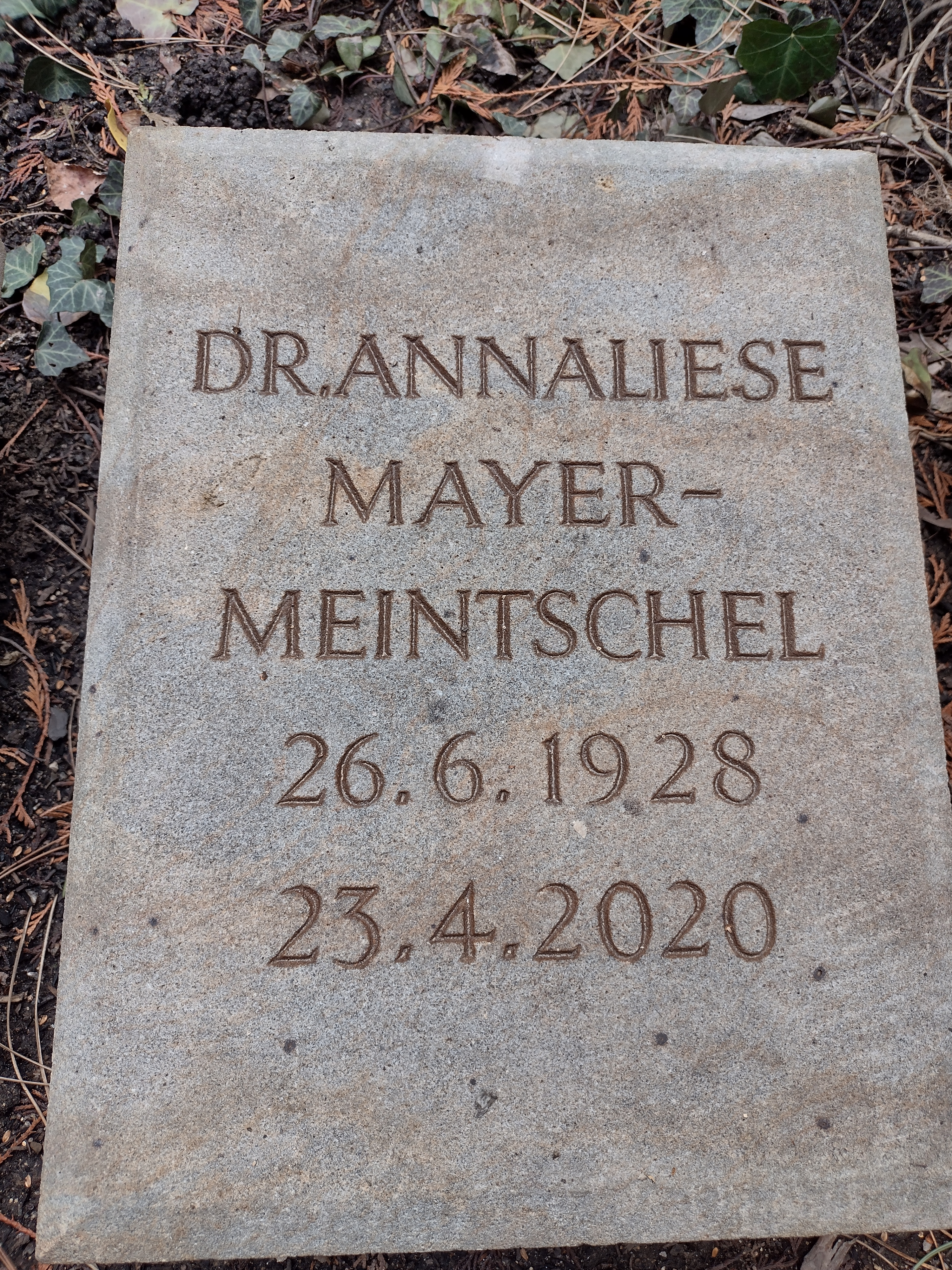
Grab von Annaliese Mayer-Meintschel auf dem Loschwitzer Friedhof

Aufgrund ihrer Verdienste um die niederländische und flämische Kunstgeschichte wurde sie 1988 in die Koninklijke Academie voor Wetenschappen, Letteren en Schone Kunsten van Belgie aufgenommen, deren Mitglied sie bis zu ihrem Tod 2020 war. Auch nach ihrer Pensionierung blieb sie den Staatlichen Kunstsammlungen und der Gemäldegalerie Alte Meister eng verbunden.
Annaliese Mayer-Meintschel starb am 23. April 2020 in Oberloschwitz und wurde auf dem Loschwitzer Friedhof beigesetzt.

## Privates
Annaliese Mayer-Meintschel war mit dem Autor und Verleger Rudolf Mayer verheiratet. Zahlreiche Künstler der DDR wie Hermann Glöckner, Ernst Hassebrauk, Carlfriedrich Claus, u. a. aber auch Künstler aus der BRD wie HAP Grieshaber oder die russischen Künstler Anatoli Kaplan, Alexander Rodtschenko waren ihr durch die Arbeit ihres Mannes im Verlag der Kunst persönlich bekannt und zum Teil auch freundschaftlich verbunden. Mit dem Künstler Carlfriedrich Claus tauschte sich Mayer-Meintschel bis zu dessen Tod 1998 in Briefen und Telefonaten über ihre Forschungsergebnisse im Zusammenhang mit den Werken der niederländischen und flämischen Malerei aus. Ernst Hassebrauk porträtierte Ende der 1950er Jahre Annaliese Mayer-Meintschel in einer Bleistiftzeichnung.

## Veröffentlichungen (Auswahl)
- Die Wanderkarte und der Globus als Bildmotive im niederländischen Barock. Diplomarbeit. Martin-Luther-Universität Halle/Wittenberg 1952.
- Das holländische Stilleben. Verlag der Kunst, Dresden 1955. ('Das kleine Kunstheft. 18.)
- Niederländische Gemälde in der Dresdner Galerie. Erwerbungen und Zugänge 1945–1960. Forschungsstand und wissenschaftlicher Katalog. Dissertation. Leipzig 1961.
- Rembrandt und Saskia im Gleichnis vom verlorenen Sohn. In: Jahrbuch der Staatlichen Kunstsammlungen Dresden. 8 (1970/1971), S. 39–57.
- The splendor of Dresden. Five centuries of Art Collecting. Ausstellungskatalog National Gallery of Art, Washington 1978 / Metropolitan Museum of Art, New York 1978/79, The Fine Arts Museum, San Francisco 1979, New York 1978, S. 205–207. [Kat.-Nr. 544–562][11]
- Die Briefleserin von Jan Vermeer van Delft – zum Inhalt und zur Geschichte des Bildes. In: Jahrbuch der Staatlichen Kunstsammlungen Dresden. 11 (1978/1979), S. 91–99.
- Vermeers Kupplerin. In: Jahrbuch der Staatlichen Kunstsammlungen Dresden 18 (1986), S. 7–18.
- Verdeckte Bilder in Rembrandts Gemälde Selbstbildnis mit Saskia im Gleichnis vom verlorenen Sohn. In: Welt am Sonntag vom 4. Dezember 1991, S. 31 u. 33.